# Alphonse Gautier
Pour les articles homonymes, voir Gautier.
Alphonse Gautier, né le 2 mai 1809 à Paris où il est mort le 11 novembre 1890, est un conseiller d’État français.

## Biographie
Il est secrétaire général du ministère de la maison de l'Empereur.
Le 15 août 1865, il est présent pour l'inauguration de la statue de Napoléon à Rouen,.
En 1866, il est domicilié 334 rue Saint-Honoré à Paris.

## Distinctions
- Grand officier de la Légion d'honneur (décret du 13 août 1866)[4].

## Publications
- Études sur la liste civile en France, Paris, E. Plon et Cie, 1882, 212 p. (lire en ligne)